# پشت‌قرمزی
پشت قرمزی (نام علمی: Ludwigia repens) نام یک گونه از تیره گل‌مغربیان است.